# إيه جي إم-12
إيه جي إم-12 (بالإنجليزية: AGM-12 Bullpup)‏ هو صاروخ جو أرض موجهه، من صنع شركة لوكهيد مارتن في الولايات المتحدة، تم استخدامه على المقاتلات الحربية من نوع إيه-4 سكاي هوك، غرومان ايه-6 إنترودر ، إف-105 ثاندرتشيف وإف-4 فانتوم الثانية وغيرها. وقد حلت محله العديد من الأسلحة المتطورة، ولا سيما صواريخ إيه جي إم-62 وول أي وإيه جي إم-65 مافريك.

## المستخدمون
أستراليا
 الدنمارك
 اليونان
 إسرائيل
 النرويج
 تايوان
 تركيا
 المملكة المتحدة